# Telekura

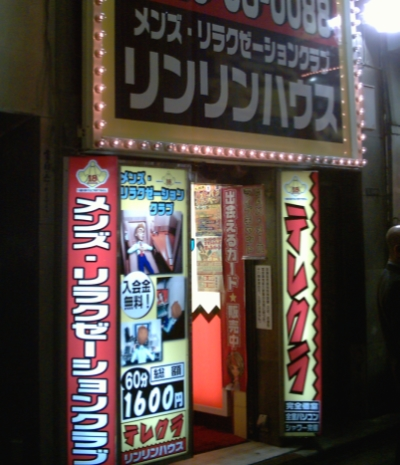
Un telekura a Tokyo

Il termine telekura (テレクラ?, Terekura), abbreviazione della parola inglese telephone club (テレフォン クラブ?, terefon kurabu) indica in Giappone dei locali forniti di un centralino, dove i clienti attendono le chiamate delle studentesse per praticare l'enjo kōsai.

## Caratteristiche
I locali sono piccoli e sono forniti di un centralino e di alcune stanze riservate. Pagando circa 100 yen al minuto, gli uomini vi accedono e attendono le chiamate delle ragazze. Per evitare controlli da parte della polizia, le ragazze non hanno rapporti diretti con i gestori dei telekura. Esse infatti chiamano dal loro telefono cellulare un numero verde che addebita il costo delle chiamate agli uomini che le accettano.
Inoltre nei telekura sono presenti dei cartelli che ricordano che la prostituzione è vietata, e degli annunci tramite altoparlante ricordano che se la ragazza fa un minimo accenno a un compenso il cliente deve immediatamente riattaccare. In realtà le cose vanno diversamente, dato che alla fine della telefonata si ha un appuntamento e si pratica l'enjo kōsai.

## Il termine nella cultura di massa
Nel 1997 il regista Naoyuki Tomomatsu diresse il film erotico-horror Eat the Schoolgirl, il cui titolo originale è Kogyaru-gui: Oosaka terekura hen, che narra di due giovani yakuza che producono film snuff e passano il loro tempo ai telekura.